# محمد بابا عمر
الشيخ محمد بابا عمر مفتي الجزائر الأسبق، وأحد أئمة المالكية في الجزائر، وشيخ الإقراء ومسند المقرئين وفقيه. ويعد واحدا من رواد الإصلاح الفكري والديني لدى الأجيال المتعاقبة من أبناء الجزائر في القرن العشرين.

## مولده
ولد الشيخ محمد بابا عمر بن الحاج مصطفى بمدينة البليدة يوم السبت الثاني والعشرون من محرم عام 1311 للهجرة الموافق لـ 5 أغسطس سنة 1893م وتابع دراسته على الطريقة التقليدية في جامع ابن سعدون بالبليدة حيث حصل على أولى إجازاته في القراءات السبع قراءة وإقراء منحها إياه العلامة المغربي «محمد عبد الحي الكتاني الحسني الإدريسي الفاسي» وكان سنه آنذاك دون الثلاثين، فكان إماما في القراءات.
وتلت هذه الإجازة إجازات أخرى هي:
- إجازة في جميع التصانيف العلمية المتداولة في جميع الديار والأقطار (نظم ابن عاشر، رسالة ابن أبي زيد القيرواني متن مختصر خليل، ومتن الأجرومية، متن قطر الندى وبل الصدى صغرى الإمام السنوسي، نظم السلم في المنطق)...إلخ سلمها له الشيخ «قدور أحمد بن الحاج العربي» المفتي المالكي بمحروسة البليدة.
- إجازة في الحديث النبوي الشريف سلمها له الشيخ «قدور الأمين» الإمام الأول في الجامع الكبير بالجزائر.
- إجازة منحها إياه الشيخ «محمد الطاهر بن عاشور التونسي الحسني» في رواية الحديث النبوي فيما ثبت له روايته من الكتب الحديثية وكتب العلوم الشرعية والأدبية.

وقد كان الشيخ يفتتح رواية البخاري بالسند المتصل كالتالي: بالسند المتصل بإجازة من شيخنا سيدي قدور الأمين عن الأستاذ سيدي محمد ابن أبي قندورة عن علامة الجزائر ومفتي المالكية سيدي عبد الرحمن بن الحفاف عن شيخه العلامة المحدث قاضي الجزائر ثم مفتيها سيدي أحمد ابن الكاهية بسند مذكور رجاله مصرح بهم إلى عبد الله سيدي محمد بن إسماعيل ابن إبراهيم بن المغيرة بن بردزبه البخاري الجعفي وعن الحميدي عبد الله بن الزبير قال حدثنا سفيان قال حدثنا يحيى ابن سعيد الأنصاري قال أخبرني محمد بن إبراهيم التيمي أنه سمع علقمة بن وقاص الليثي يقول: سمعت عمر بن الخطاب  على المنبر قال سمعت رسول الله ﷺ يقول: «إنما الأعمال بالنيات».

## مناصبه
وقد عينته وزارة التعليم الأصلي والشؤون الدينية للمشاركة عدة مرات في ملتقيات قراءات القرآن، حيث ترأس غير مرة مسابقات تجويد القرآن الكريم، كما كلفته الوزارة نفسها بتدريس القراءات القرآنية في معاهد تكوين الأئمة. وقد أطلق اسمه منذ بضع سنين على دفعة من الأئمة المتخرجين (دفعة الشيخ محمد بابا عمر) تكريما لذكراه وعرفانا بمجهوداته الجبارة ودوره الفعال في تكوين الأئمة وتوجيههم.
وقد تدرج قيد حياته عدة مهام هي:
- تم تعيينه حزّأبا بمسجد البليدة سنة 1919م.
- ثم عين إماما بمسجد القبة سنة 1925 م حاليا يسمى المسجد العتيق.
- عين إماما بالجامع الجديد بالجزائر العاصمة سنة 1940 م.
- ثم عين مفتي الديار الجزائرية في الجامع الكبير بالجزائر العاصمة ابتداء من سنة 1941م.

## نشاطه الثوري
وفضلا على كل هذا فقد عرف الشيخ طوال حياته وخاصة أثناء حرب التحرير بنضاله الحثيث من أجل إعلاء شأن الدين الإسلامي والمحافظة على العقيدة والإيمان وبمواقفه المشرفة من هذه الثورة المباركة.
فقد فتح أبواب الجامع الأعظم على مصراعيه أمام مناضلي الثورة التحريرية كما قام بإيوائهم في مكتبه بل كان أيضا يقوم بإخفاء أسلحتهم والأدوية الموجهة إليهم فيه مما جعله محل تفتيش من قبل السلطات الفرنسية. 
ونذكر في هذا السياق الرسالة المفتوحة المشرفة التي وجهها الشيخ محمد بابا عمر للسلطات الفرنسية بتوقيعه وتوقيع عدد آخر من العلماء منددا بالقمع الفرنسي في الجزائر والانتهاكات المرتكبة ضد الشعب الجزائري مبينا فيها على الخصوص بأن الحل الوحيد لإنهاء حرب الجزائر هو التفاوض مع جبهة التحرير الوطني. وقد أثار هذا التصريح الذي نشر في الجزائر وفرنسا وتونس والمغرب جدلا كبيرا في الأوساط السياسية الفرنسية والدولية وقد ورد في جريدة لوموند بتاريخ 14-11-1956م.
وقد كانت معارضة الشيخ شديدة لمحاولة إدخال إصلاحات مزعومة على النصوص القانونية المتعلقة بوضعية المرأة المسلمة الجزائرية، وقد دامت أكثر من سبعة أشهر وتوجت أخيرا بتصريح أدلى به في جريدة «لوجورنل دا لجي» الصادر في 8 - 9 فبراير 1959م (أي في خضم حرب التحرير) ونشر المقال في ثلاثة أعمدة من الصفحة الأولى قال فيه إن كل محاولة إدخال أي إصلاح على قانون المرأة المسلمة الجزائرية تبوء بالفشل إذا كانت مخالفة لمبادئ الشريعة الإسلامية.
وقد جاء تصريحه ردا على السلطات الفرنسية التي كانت على وشك إصدار قوانين (عصرية) جديدة مستمدة من التشريع الفرنسي بشأن الأحوال الشخصية الخاصة بالأسرة الجزائرية المسلمة.
كما صرح الشيخ في أغسطس 1958م للجنرال ديغول الذي خصه باستقبال في قصر الإليزي بباريس بدعوة خاصة منه قائلا: إن الحل الوحيد لإيقاف الحرب في الجزائر هو فتح مفاوضات مع ممثلي جبهة التحرير الوطني.

## وفاته
انتقل الشيخ بعد حياة حافلة بالجهاد إلى جوار ربه يوم عيد الأضحى الخميس العاشر من ذي الحجة سنة 1396 هـ ودفن بمقبرة سيدي امحمد في اليوم الموالي أي الجمعة المصادف للثالث من شهر ديسمبر 1976م.